# Cicely Courtneidge
Dame Esmerelda Cicely Courtneidge, née le 1er avril 1893 à Sydney, en Australie, et morte le 26 avril 1980 à Londres, est une actrice, comédienne et chanteuse britannique. Elle forme un partenariat professionnel avec son époux l'acteur Jack Hulbert.

## Biographie
Cicely Courtneidge naît  à Sydney, pendant une tournée de son père en Australie. La famille retourne en Angleterre en 1894. Ses parents sont le producteur et acteur écossais Robert Courtneidge et son épouse, Rosaline May Adams, connue sous le nom de scène Rosie Nott et elle-même la fille de la chanteuse et actrice Cicely Nott. Courtneidge fait ses débuts sur scène en 1901, à l'âge de huit ans, dans le rôle de la fée Peaseblossom, dans Le Songe d'une nuit d'été, produit par son père au Prince's Theatre de Manchester.
Courtneidge passe deux années en Suisse et à son retour en Angleterre, commence une carrière d'actrice. Elle a des rôles secondaires, notamment à l'Apollo Theatre dans l' opéra comique Tom Jones (1907), dont son père a co-écrit le livret,. Son premier rôle plus important est celui d'Eileen Cavanagh dans la comédie musicale The Arcadians puis dans The Mousmé (1911), où elle joue aux côtés de Florence Smithson.
En septembre 1913, elle joue le rôle de Lady Betty Biddulph dans la comédie musicale The Pearl Girl,. Jack Hulbert fait ses débuts d'acteur professionnel dans cette pièce. Les deux acteurs jouent à nouveau ensemble dans The Cinema Star, adapté par Jean Gilbert, au Shaftesbury Theatre jusqu'à l'entrée en guerre de l'Angleterre, en août 1914.
Courtneidge et Hulbert se marient en février 1916, alors que Hulbert est militaire. Courtneidge continue à apparaître dans les productions de son père dans le West End et en tournée, notamment dans des reprises de The Arcadians et de The Pearl Girl,. Les nouvelles pièces de son père rencontrent peu de succès et Cicely Courtneidge se tourne vers des activités de music-hall.
Après la guerre, elle joue dans des pantomimes, puis participe à des revues et des comédies musicales avec son mari, sans grand succès,. Courtneidge revient à la variété, au London Coliseum en 1922.
C'est à partir de 1923 que la carrière commune de Courtneidge et Hulbert décolle. Ils jouent dans Little Revue starts at Nine O'Clock (1923), By The Way (1925-1926), Lido Lady (1926-1927), Clowns in Clover (1927-1929), The House that Jack Built (1929-1930) et Folly to ba Wise (1931), produits par Hulbert. Cicely Courtneidge joue dans deux films, notamment dans Soldiers of the King (1933), dans laquelle elle interprète There's something about a soldier, devenue très populaire. Dans Jack's the Boy (1932) elle joue à nouveau avec son époux. Elle retrouve son époux dans la pièce Under Your Hat, jouée de novembre 1938 à 1940, au Palace Theatre, dont la guerre interrompt les représentations. Durant la guerre, elle donne des représentations dans des hôpitaux et devant des troupes à Gibraltar, à Malte, en Afrique du Nord et en Italie. Elle joue à Londres après la guerre, notamment en novembre 1945, où elle a le rôle-phare dans la pièce d'Arthur Macrae, Under the Counter, produite par son époux au Phoenix Theatre de Londres, qui part ensuite en tournée aux États-Unis, en Australie et en Nouvelle-Zélande. Elle joue en 1951 dans Gay's the Word, qui est l'un de ses plus grand succès, puis elle joue dans le film The L-Shaped Room, en 1962. En 1967, elle a le rôle de Dora dans une reprise de Dear Octopus de Dodies Smith, où Hulbert tient le rôle de son époux. Fin 1971, elle fête ses 70 ans sur scène, dans le rôle principal de Move Over, Mrs Markham.
Elle est promue dame commandeur de l'Empire britannique en 1971. Elle meurt le 26 avril 1980 dans une maison de santé de Putney, à Londres.

## Distinctions
- 1972 : dame commandeur de l'Empire britannique

## Carrière

### Comme actrice
- 1928 : British Screen Tatler No.10 (court-métrage)
- 1930 : Elstree Calling - Elle-même
- 1931 : The Ghost Train - Miss Bourne
- 1932 : Jack's the Boy - Mme. Bobday
- 1932 : Un rêve blond - Illustré Ida
- 1933 : Soldiers of the King - Jenny Marvello / Maisie Marvello
- 1933 : Falling for You - Minnie Tucker
- 1934 : Aunt Sally - Sally Bird / Mademoiselle Zaza
- 1935 : Me and Marlborough - Kit Ross
- 1935 : The Perfect Gentleman - April Maye
- 1935 : Things Are Looking Up d'Albert de Courville - Cicely Fytte / Bertha Fytte
- 1936 : Everybody Dance - Katharine 'Lady Kate' Levering
- 1937 : Take My Tip - Lady Hattie Pilkington
- 1940 : Under Your Hat - Kay Millett
- 1955 : Miss Tulip Stays the Night - Miss Tulip
- 1960 : The Spider's Web - Miss Peake
- 1962 : La Chambre indiscrète - Mavis
- 1965 : Ces merveilleux fous volants dans leurs drôles de machines - Muriel
- 1966 : Un mort en pleine forme - Major Martha
- 1972 : Not Now Darling - Mme Harriet Frencham (rôle final dans le film)